# Marina de Tavira
Marina de Tavira Servitje (Ciutat de Mèxic, 1974) és una actriu mexicana, coneguda pels seus papers tant en pel·lícules com en sèries de televisió. Ha sigut nominada als Oscar com a millor actriu secundària el 2018. És la neboda del director de teatre Luis de Tavira i l'actriu Rosa María Bianchi; i cosina de Julián i José María de Tavira.

## Biografia
Va néixer el 1974 a Ciutat de Mèxic. Va estudiar actuació a La Casa del Teatro a la Plaza de la Conchita, a Coyoacán. També va estudiar al Núcleo de Estudios Teatrales i al Centro de Formación Teatral San Cayetano. La seva primera feina després de graduar-se va ser a Feliz nuevo siglo Doktor Freud. És neta de Lorenzo Servitje, propietari del grup Bimbo. El seu pare fou assassinat ja fa uns quants anys, i mai s'han acabat d'aclarir els fets. Imparteix classes d'actuació a la seva alma mater, La Casa del Teatro de la plaza de la Conchita.
Forma part del col·legi de mestres de la Casa del Teatro. És membre i fundadora, juntament amb Enrique Singer, de la productora Incidente Teatro amb la qual ha estrenat: Traición, de Harold Pinter, Crímenes del Corazón, de Beth Henley; La mujer justa, d'Hugo Urquijo (basada en la novel·la de Sándor Márai); i La anarquista, de David Mamet.
Ha participat en més de 25 obres de teatre com ara Siete puertas, Bajo la piel del castor i Fotografía en la playa (Compañía Nacional de Teatro). A més a més, també ha participat en Alguien va a venir (Teatro Línea de Sombra) i Por el gusto de morir bajo el volcán, El Amante i Tomar partido.
El 2019 va ser nominada en la categoria de millor actriu secundària als premis Oscar per la seva interpretació en la pel·lícula Roma.
Manté una relació amorosa amb el també actor Rafael Sánchez Navarro.

## Trajectòria

### Cinema
- Roma (2018) ... Sofía
- Ana y Bruno (2017) ... Carmen
- Los árboles mueren de pie (2015) ... Helena
- Espacio interior (2012) ... Josefa
- Viento en contra (2011) ... Liseta
- Desafío (2010) ... Julieta
- Cinco días sin Nora (2008) ... Nora Kurtz
- Casi divas (2008) ... Modelo
- Amor, dolor y viceversa (2008) ... Marcela Padilla
- La Zona (2007) ... Andrea
- Efectos secundarios (2006) ... Marina
- Un mundo maravilloso (2006) ... Infermera guapa
- Hijas de su madre: Las Buenrostro (2005) ... Teresa

### Televisió
- Ingobernable (2017) ... Patricia Lieberman
- Falco (2018) ... Carolina
- El señor de los cielos (2015) ... Begoña Barraza
- Capadocia (2010) ... Blanca Alfaro
- Los Minondo (2010) ... Cayetana Sulbarrán
- Las Aparicio (2010) ... Eva
- Los simuladores (2009) ... Perla
- S.O.S.: Sexo y otros secretos (2007-2008) ... Pamela
- Decisiones (2005) ... Episodi: Dos en una
- Tentaciones (1998) ... Eliana

### Curtmetratges
- Azul maduro (2015) ... Lorena Grande
- El comienzo del fin (2008) ... Ella
- Muerte anunciada (2006) ... Norita
- Viajando sobre los durmientes (1999) ... Marina

## Premis i nominacions
- Premi Oscar 2018: Millor actriu secundària per Roma, pendent.[3]